# Rio Snake
O rio Snake é um rio dos estados de Wyoming, Idaho, Oregon e Washington, no noroeste dos Estados Unidos, e o principal afluente do rio Columbia. Tem cerca de 1.674 km de comprimento e a sua bacia abrange 280 000 km². Nasce no Parque Nacional de Yellowstone e atravessa uma série de montanhas, desfiladeiros e planícies.
O seu nome, que significa "serpente" em inglês, dever-se-á provavelmente à mímica que fizeram os índios shoshones para representar os movimentos do salmão no rio. Também tem os nomes locais de "Shoshone", "Yam-pah-pa", entre outros, e os residentes do leste do Idaho chamam-lhe "South Fork of the Snake" ("bifurcação sul do Snake"), antes da sua confluência com o Henrys Fork.
A expedição de Lewis e Clark (1803-1806) foi a primeira grande exploração científica do rio, e durante algum tempo este foi designado como Rio Lewis.

## Percurso

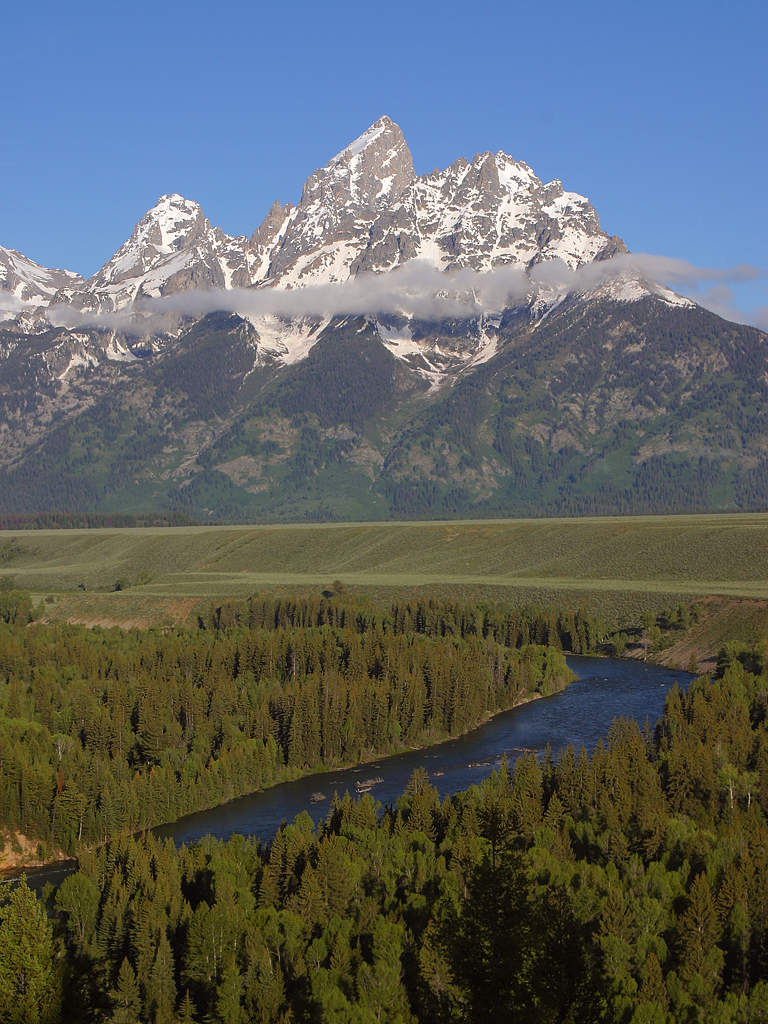
O Snake junto aos Grand Tetons

Nasce perto da Divisória Continental, no Parque Nacional de Yellowstone no noroeste do Wyoming e flui para sul, para o lago Jackson no Parque Nacional de Grand Teton. Passa em Jackson (Wyoming). Logo a seguir entra numa zona de desfiladeiros, entrando no Idaho. Passa sob um arco natural no sul do Idaho. Corre depois pela meseta do Snake, passa pela cidade de Boise, capital de Idaho, e mais à frente converte-se no limite entre este e o Oregon, e depois entre o Idaho e Washington. Desagua no rio Colúmbia, junto à cidade de Pasco (Washington).
Este rio corre através de várias gargantas, incluindo uma das mais fundas do mundo, Hells Canyon, com profundidade máxima de 2410 m.

## Fonte de energia
O aproveitamento hidroelétrico do Snake é a maior fonte de energia na região, com numerosas barragens que servem também para rega e consumo humano. No entanto, demasiadas barragens representam uma barreira para a vida selvagem do seu vale, especialmente para as migrações do salmão. Alguns ecologistas propuseram eliminar algumas delas no curso baixo.
No rio e afluentes pratica-se uma grande variedade de desportos ao ar livre, entre os quais pesca desportiva, montanhismo, ciclismo, golfe e hipismo.

## Afluentes
Entre os seus principais afluentes estão os rios Teton, Henrys Fork, Boise, Salmon, e Clearwater.

## Imagens

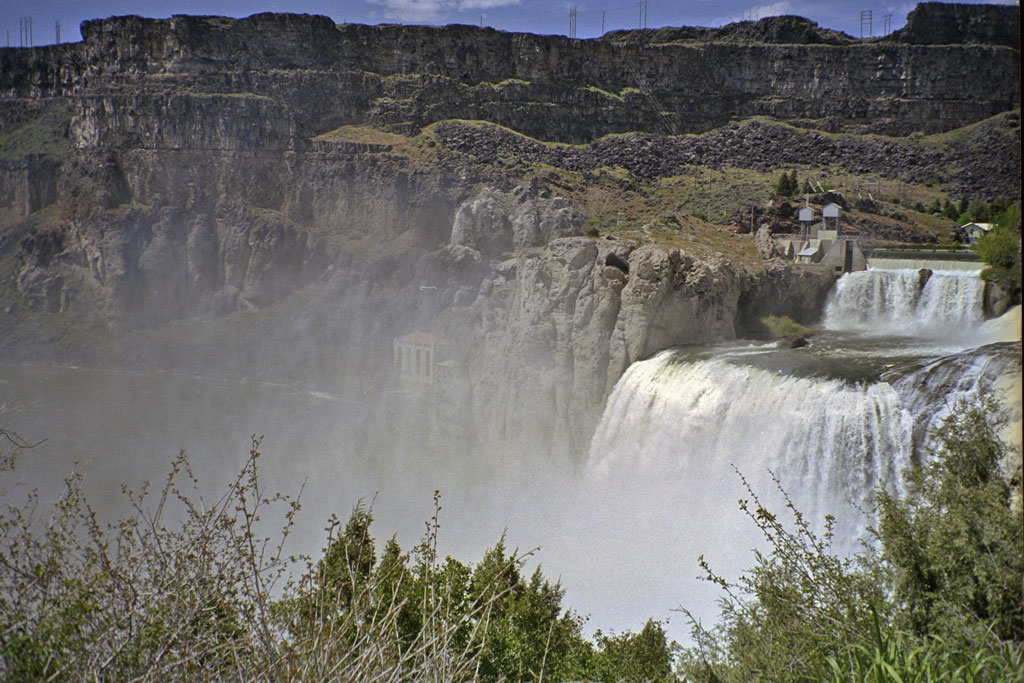
Cascata Shoshone (Idaho)
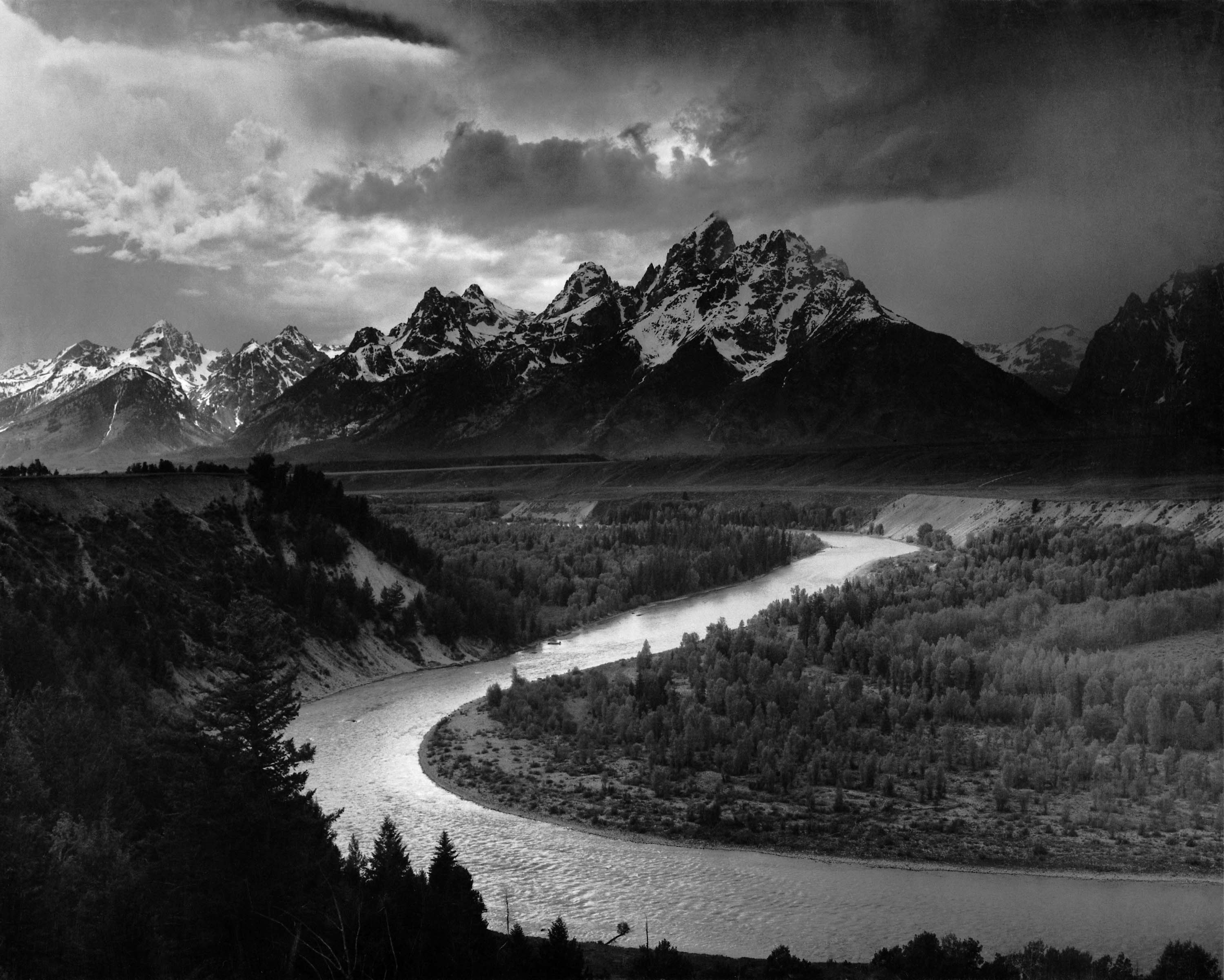
Foto de Ansel Adams (1942) do Snake e Grand Tetons
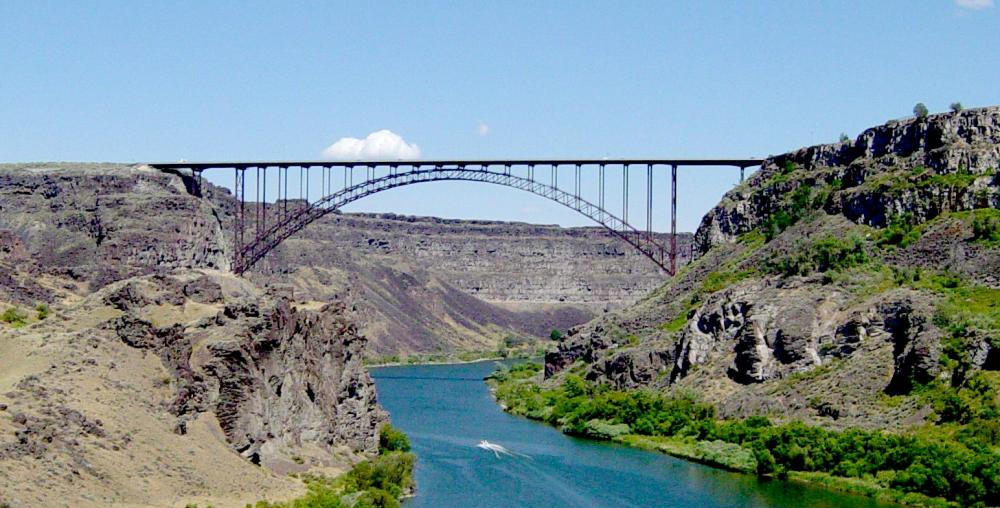
A Ponte Perrine, sobre o Canyon do Snake nas Cascadas Gémeas, Idaho